# John G. Nichols
John Greg Nichols (ur. 1813, zm. 1898) – amerykański polityk, przedsiębiorca, burmistrz Los Angeles, funkcję tę pełnił dwukrotnie w latach 1852–1853 oraz 1856–1859.
Jego syn był pierwszym Amerykaninem urodzonym w Los Angeles. Za jego rządów otwarto pierwszą izbę chorych w Los Angeles, która była prowadzona przez Siostry Miłosierdzia oraz drugą publiczną szkołę w mieście.